# Adele (Schiff, 1952)
Das Frachtschiff Adele war ein Schweizer Handelsschiff, das von Gottlieb Duttweiler für den Migros-Genossenschafts-Bund zusammen mit einem Schwesterschiff als Frachtschiff in Auftrag gegeben wurde. Namensgeberin war Duttweilers Ehefrau Adele Duttweiler-Bertschi.

## Vorgeschichte
Gottlieb Duttweiler, Gründer der schweizerischen Migros, trat bereits während des Zweiten Weltkriegs als Politiker des Landesrings der Unabhängigen (LdU) für den Aufbau der schweizerischen Hochseeflotte ein. Zu diesem Zweck beabsichtigte er, ausgediente Liberty-Schiffe anzukaufen, aber erst 1951 erfolgte die Gründung der Reederei Zürich AG, die 1952 zwei Frachtschiffe in Auftrag gab.

## Bau
Die Stülcken-Werft in Hamburg baute unter der Baunummer 808 das bislang grösste von der Werft gebaute Schiff. Die Bauaufsicht und die technische Betreuung des Schiffes war an die Reederei C. Clausen in Kopenhagen, Dänemark, übertragen worden. Der Stapellauf erfolgte am 15. Juli 1952, und das Frachtschiff wurde von Adele Duttweiler, der Ehefrau von Gottlieb Duttweiler, dem Gründer und Präsidenten der Reederei, auf Adele getauft. Die Ablieferung an die Eigner fand am 11. September 1952 statt, und das Schiff wurde unter dem Charternamen Sun-Adele unter Schweizer Flagge registriert (Register-Nummer 047, Rufzeichen HBFL).

## Technisches und Besonderheiten
Die Adele hatte eine erhöhte Back und ein mittschiffs angeordnetes Deckshaus mit darunterliegendem Maschinenraum. Zwei der vier Laderäume waren vor dem Brückenaufbau angeordnet, zwei befanden sich dahinter. Die Laderäume mit einem Getreiderauminhalt von 9174 m3 und einem Ballenrauminhalt von 8739 m3 hatten Zwischendecks. Die beiden vorderen Laderäume waren über drei Luken zugänglich, achtern stand jeweils eine Luke pro Laderaum zur Verfügung. Das Ladegeschirr bestand aus normalen Leichtladebäumen an allen Luken und einem 25-Tonnen-Schwergutbaum am Laderaum 2. Die Ladebäume zwischen den beiden vorderen Luken waren an Doppelpfosten angebracht, die gleichzeitig als Laderaumlüfter dienten, das zweite vordere und das achtere Ladegeschirr war an herkömmlichen mittigen Lademasten angebracht. Seitlich neben dem Wellentunnel befanden sich Ladetanks.
Das Schiff wurde durch einen Achtzylinder-Zweitakt-Dieselmotor des Typs Sulzer 8SD72-CRDA angetrieben, der als Lizenzbau von den Cantieri Riuniti dell’Adriatico in Triest gebaut wurde. Die Adele und ihr Schwesterschiff Amelia hatten für Frachtschiffe jener Zeit einen leistungsfähigen Antrieb: normalerweise liefen sie mit 16.25 Knoten und konnten eine Höchstgeschwindigkeit von 17,75 Knoten erreichen. Der Rumpf des Schiffes war im Längsspantensystem gebaut und eisverstärkt.

## Unterkünfte für Besatzung und Passagiere
Bemerkenswert waren die modernen Unterkünfte der Besatzung. Die Mehrheit der 38-köpfigen Besatzung hatte Einzelkabinen, ausser einige der Messestewards, die sich eine Doppelkabine unter dem Hauptdeck teilen mussten. Die Kabinen für die Deckmannschaft und die Motorleute verteilten sich auf dem Achterschiff über zwei Decks. Sie waren, ebenso wie die der Maschinisten, mit Waschbecken ausgestattet. Toiletten und Duschen waren zur gemeinsamen Benützung. Auf dem Hauptdeck befanden sich mittschiffs die Unterkünfte der Maschinisten und des leitenden Ingenieurs, des Chefstewards und der Köche, sowie die Kombüse und die Offiziersmesse. Im kleinen Deckhaus war eine Bar für die Mannschaft untergebracht. Zwei Messen für die Matrosen und die Motorleute und eine Pantry waren im Masthaus untergebracht.
Das Bootsdeck war der Wohnbereich des Kapitäns, der Deckoffiziere und des Funkers und waren für die gewöhnlichen Seeleute nicht zugänglich. Das Oberdeck war den Passagieren vorbehalten, die in zehn Einzel- und einer Doppelkabine mit eigenem Bad untergebracht waren. Hier befanden sich auch Rauchsalon, Bar und Speisesaal, wo auch der Kapitän, der leitende Ingenieur und der erste Offizier gemeinsam mit den Passagieren die Mahlzeiten einnahmen. Aufenthaltsräume und Kabinen waren geschmackvoll eingerichtet und mit viel Holz ausgeschmückt.
Passagier- und Besatzungsunterkünfte hatten keine Klimaanlage; nur ein Lüftungs- und Heizsystem war installiert und in den Kabinen waren kleine Ventilatoren vorhanden.

## Besatzung
Der Kapitän, die Offiziere und die Mannschaft stammten anfänglich aus Dänemark und nur drei Schweizer Seeleute befanden sich während der Jungfernfahrt an Bord. Die Besatzung war nach dänischem Arbeitsrecht angestellt und erhielt ihre Heuer in dänischen Kronen ausbezahlt. Ab 1955 übernahm die Reederei Zürich AG die volle Kontrolle über den Betrieb des Schiffs: Ende 1956 waren etwa 75 % der Besatzung Schweizer Seeleute. Später bestand die Besatzung mehrheitlich aus Schweizern, ausser Kapitänen und Deckoffizieren, die meistens aus Deutschland oder den Niederlanden stammten und ihre Heuer nach schweizerischem Arbeitsrecht erhielten.

## Schiffsgeschichte
Nach der Ablieferung fuhr das Frachtschiff in Zeitcharter der Saguenay Terminals Inc., Montreal, Kanada, und die Jungfernfahrt führte von Hamburg über Rotterdam und London nach Venezuela. Diese Charter war für eine Laufzeit von sechs Jahren vereinbart, weshalb das Schiff auf den Namen Sun-Adele umbenannt wurde, da alle von Saguenay gecharterten Schiffe in ihrem Namen das Präfix „Sun“ führten. 1953 folgte eine Umbenennung in Sunadele. Die Sun-Adele und ihr Schwesterschiff Sun-Amelia wurden im Atlantik zwischen Nordeuropa/Grossbritannien, der Karibischen See, Zentralamerika und Kanada/USA betrieben. Oft wurden die beiden Schiffe auch nur zwischen der Karibischen See und Nordamerika eingesetzt. Angelaufen wurden unter anderem Häfen in Britisch-Guyana, Costa Rica, der Dominikanischen Republik, in Guatemala, Kolumbien, auf Barbados, Grenada, Haiti, Jamaika, Kuba, St. Vincent, Trinidad und in Puerto Rico. Im Sommer besuchten die Schiffe die Häfen am St.-Lawrence-Golf, im Winter, wenn dieser vereist war, liefen die Schiffe die eisfreien Häfen Halifax und Saint John an. Auf dem europäischen Festland wurden normalerweise Hamburg, Rotterdam und Antwerpen sowie London, Avonmouth, Cardiff, Liverpool und Glasgow in Grossbritannien angelaufen.
Von Europa und Kanada wurde Stückgut in die Karibik und nach Zentralamerika und von Kanada nach Europa hauptsächlich Papier- und Aluminiumprodukte sowie Bauxit von den Minen aus Guyana zu den Aluminiumwerken in Port Alfred, Kanada, transportiert. Seltener wurde Zucker aus Kuba oder von Guyana nach Kanada oder den USA gefahren. Nach Vertragsverlängerungen endete die Charter am 4. Februar 1966 und das Schiff wurde wieder in Adele umbenannt.
Am 26. November 1966 wurde das Schiff für 630.000 US-Dollar an die Transpacific Carriers Corporation in Piräus verkauft. Unter dem neuen Namen Livorno und unter griechischer Flagge registriert (Rufzeichen SZQD) wurde der Frachter 1977 der Hellenic Lines in Piräus überschrieben. 1980 wurde die Livorno zum Abwracken an die Mao Chen Iron & Steel Company in Kaohsiung, Taiwan, verkauft. Am 25. Juni 1980 passierte sie den Panamakanal auf ihrer letzten Reise nach Kaohsiung, wo das Schiff am 8. August 1980 zum Abbruch eintraf.

## Trivia
Während der Kubakrise führte die Route der Adele auch nach Kuba und ein Besatzungsmitglied soll nach dem Anlaufen eines kanadischen Hafens wegen Schmuggels von kubanischen Rums verhaftet worden sein.